# NGC 5065
NGC 5065 ist eine 13,6 mag helle Balken-Spiralgalaxie mit ausgeprägten Sternentstehungsgebieten vom Hubble-Typ SBcd im Sternbild Haar der Berenike am Nordsternhimmel. Sie ist schätzungsweise 250 Millionen Lichtjahre von der Milchstraße entfernt und hat einen Durchmesser von etwa 95.000 Lichtjahren. 

Im selben Himmelsareal befinden sich u. a. die Galaxien NGC 5041, NGC 5056, NGC 5057, NGC 5074.
Das Objekt wurde am 13. März 1785 vom deutsch-britischen Astronomen Wilhelm Herschel mit einem 18,7-Zoll-Spiegelteleskop entdeckt, der sie dabei mit „vF, S“ beschrieb.